# لوئیس سوموسا دوایله
لوئیس آناستیزو سوموسا دوایله (به اسپانیایی: Luis Anastasio Somoza Debayle) (زاده ۱۸ نوامبر ۱۹۲۲ – درگذشته ۱۳ آوریل ۱۹۶۷) یک سیاستمدار اهل نیکاراگوئه بود. وی از ۲۹ سپتامبر ۱۹۵۶ تا ۱ مه ۱۹۶۳ رئیس‌جمهور این کشور بود.